# Hipertenzija
Hipertenzija (HTN), povišeni krvni tlak, ili arterijska hipertenzija (ponegdje se naziva i hipertonija), jest kronična bolest pri kojoj je krvni tlak u arterijama povišen. Zbog ovog povišenja, a kako bi se održao normalni protok krvi kroz krvne žile, potreban je snažniji rad srca. Prilikom mjerenja vrijednosti krvnog tlaka, mjeri se sistolički i dijastolički tlak, a koji se razlikuju po tome da li se srčani mišić stišće (kontrahira), što se naziva sistola, ili opušta između dvije kontrakcije, što se naziva dijastola. Normalne vrijednosti sistoličkog (gornjeg, tzv. srčanog) krvnog tlaka u mirovanju nalaze se u rasponu od 100–140 mmHg dok se vrijednosti dijastoličkog (donjeg) krvnog tlaka kreću u rasponu od 60–90 mmHg. Hipertenzijom se smatra stanje kod kojega su vrijednosti krvnog tlaka trajno na razini od/iznad 140/90 mmHg.
Pojam hipertenzija u se najčešće koristi kada se govori o arterijskoj hipertenziji, stanje povišenog krvnog tlaka u arterijama sustavnog krvotoka, zbog učestalosti bolesti u populaciji, iako hipertenzija može označavati i npr. povišenje krvnog tlaka u plućnom krvotoku, tada se takvo stanje naziva plućna hipertenzija ili u sustavu portalnog krvotoka, što se naziva portalna hipertenzija.
Hipertenzija se dijeli na primarnu (esencijalnu) hipertenziju i sekundarnu hipertenziju. U "primarnu hipertenziju" spada oko 90–95% slučajeva, što znači da je do povišenja krvnog tlaka došlo bez jasne podležeće bolesti. Preostalih 5–10% slučajeva, koji nastaju kao posljedica bolesti bubrega, arterija, srca ili endokrinog sustava smatra se sekundarnom hipertenzijom. 
Hipertenzija predstavlja glavni čimbenik rizika za razvoj moždanog udara, infarkta miokarda (srčanog udara), zatajenja srca, aneurizme arterija (na pr.aneurizme aorte) i nekih oblika kroničnog oštećenja bubrega. Čak je i umjereno povišenje krvnog tlaka povezano sa skraćenim očekivanim trajanjem života. Promjene u načinu prehrane i načinu života mogu pomoći pri nadzoru nad vrijednostima krvnog tlaka i umanjiti opasnost od s njime povezanih komplikacija. Međutim, u bolesnika kod kojih su navedene promjene neučinkovite ili nedovoljne, potrebno je liječenje lijekovima.

## Klasifikacija
| Klasifikacija (JNC7)              | Sistolički tlak | Sistolički tlak | Dijastolički tlak | Dijastolički tlak |
| Klasifikacija (JNC7)              | mmHg            | kPa             | mmHg              | kPa               |
| --------------------------------- | --------------- | --------------- | ----------------- | ----------------- |
| Normalne vrijednosti              | 90–119          | 12–15.9         | 60–79             | 8.0–10.5          |
| Prehipertenzija                   | 120–139         | 16.0–18.5       | 80–89             | 10.7–11.9         |
| Hipertenzija stadija 1            | 140–159         | 18.7–21.2       | 90–99             | 12.0–13.2         |
| Hipertenzija stadija 2            | ≥160            | ≥21.3           | ≥100              | ≥13.3             |
| Izolirana sistolička hipertenzija | ≥140            | ≥18.7           | <90               | <12.0             |

### Odrasli
U osoba životne dobi 18 godine ili više, hipertenzijom se smatraju vrijednosti sistoličkog i/ili dijastoličkog tlaka koje su trajno veće od prihvaćenih normalnih vrijednosti (trenutno, vrijednosti sistoličkog tlaka od 139 mmHg, a dijastoličkog od 89 mmHg: vidi tablicu — Klasifikacija (JNC7)). Ako se provede 24-satno trajno mjerenje (tzv. holterom), normalnim se smatraju nešto niže vrijednosti (135 mmHg za sistolički, 85 mmHg za dijastolički tlak). Kako bi se ukazalo na kontinuum povišenog rizika i unutar razreda normalnih vrijednosti, u osoba u kojih su ove vrijednosti veće, te su kategorije navedene i u nedavnim međunarodnim smjernicama. JNC7 (2003) rabi naziv prehipertenzije i pri vrijednostima krvnog tlaka u rasponu sistoličkog tlaka 120–139 mmHg i/ili dijastoličkog tlaka 80–89 mmHg, dok se u smjernicama od strane ESH-ESC (2007) i BHS IV (2004) rabe optimalne, normalne i visoke normalne kategorije, uz pod-podjelu vrijednosti sistoličkog tlaka ispod 140 mmHg, i dijastoličkog tlaka ispod 90 mmHg. Jedna od podjela hipertenzije prema JNC7 je i ona na hipertenziju stadija 1, hipertenziju stadija 2 i izoliranu sistoličku hipertenziju. Izolirana sistolička hipertenzija je ona kod koje je povišen samo sistolički tlak, dok je dijastolički normalnih vrijednosti, a česta je u starijih osoba. U smjernicama ESH-ESC-a (2007) and BHS IV (2004), naveden je i treći stadij hipertenzije (stadij III), u koji spadaju vrijednosti sistoličkog krvnog tlaka iznad 179 mmHg ili dijastoličkog tlaka iznad 109 mmHg.
Ako se liječenjem lijekovima ne uspije smanjiti vrijednosti krvnog tlaka do onih normalnih, hipertenzija se klasificira kao "rezistentna".

### Novorođenčad i dojenčad
Hipertenzija u novorođenčad i je rijetkost, i otkriva se u oko 0.2 do 3% novorođene djece. U zdrave novorođenčadi se rutinsko mjerenje krvnog tlaka ne provodi. Hipertenzija je učestalija u visoko rizične novorođenčadi. Pri prosuđivanju da li je u novorođenčeta krvni tlak normalan ili ne treba uzeti u obzir niz čimbenika, poput gestacijske dobi, postkoncepcijske dobi i porođajne mase.

### Djeca i adolescenti
U djece i adolescenata je hipertenzija prilično česta (2–9%, ovisno o dobi, spolu i etničkoj pripadnosti), te je povezana s dugoročnim povišenim rizikom od zdravstvenih poremećaja.
U današnje vrijeme se preporučuje izmjeriti krvni tlak djeci u dobi iznad tri godine pri svakoj rutinskoj zdravstvenoj kontroli ili pregledu. Prije postavljanja dijagnoze hipertenzije u djeteta, potrebno je nalaz potvrditi višestrukim kontrolama. Vrijednosti krvnog tlaka se u djetinjstvu povećavaju s dobi, te se u djece hipertenzijom smatra nalaz prosječne vrijednosti sistoličkog ili dijastoličkog krvnog tlaka koje su prilikom tri ili više mjerenja jednake ili veće od 95. percentila za spol, dob i visinu djeteta. Prehipertenzijom se u djece smatra prosječna vrijednost sistoličkog ili dijastoličkog krvnog tlaka koja je jednaka ili veća od 90. percentila, ali manja od 95. percentile za dob.
Predloženo je da se u adolescenata dijagnoza hipertenzije i prehipertenzije postavlja na osnovi kriterija koji vrijede za odrasle osobe.

## Simptomi i znakovi
Hipertenzija se rijetko očituje simptomima, te se obično otkriva pomoću probira, ili kad bolesnik zatraži pomoć zbog neke druge zdravstvene tegobe. Neki ljudi s povišenim krvnim tlakom opisuju glavobolju (osobito u području zatiljka, i u jutarnjim satima), kao i omaglicu, vrtoglavicu, tinitus (zujanje ili šum u ušima), promjene vida ili sinkopu (iznenadnu nesvjesticu).
Prilikom tjelesnog pregleda, na hipertenziju se može posumnjati zbog nalaza hipertenzivne retinopatije otkrivene pregledom očnog fundusa, odnosno očne pozadine pomoću oftalmoskopa. Izraženost promjena hipertenzivne retinopatije se stupnjuje od I do IV, premda uz slabije razvijene promjene razlučivanje ovih stupnjeva može biti otežano. Oftalmoskopski nalaz također može ukazivati na duljinu trajanja hipertenzije u bolesnika.

### Sekundarna hipertenzija
Neki dodatni znakovi i simptomi mogu ukazati na sekundarnu hipertenziju, a koja je posljedica bolesti nekog organa ili organskog sustava, poput bubrega ili endokrinog sustava. Centripetalna gojaznost u području trupa, intolerancija glukoze, lice poput punog mjeseca (engl/lat. moon facies)  "buffalo hump" (zadebljanje poput grbe u području spoja vrta i leđa), te strije na koži ukazuju na Cushingov sindrom. Bolest štitnjače i hipofize (na koju ukazuje akromegalija) također mogu uzrokovati hipertenziju, uz karakteristične simptome i znakove. Šum koji se čuje prilikom auskultacije abdomena može ukazivati na stenozu bubrežne arterije (suženje arterija koje opskrbljuju bubrege). Sniženi krvni tlak u nogama, kao i odgođeni ili oslabljeni pulsevi nad femoralnim arterijama mogu ukazivati na koarktaciju aorte (prirođeno suženje aorte blizu njezinog izlaska iz srca). Hipertenzija koja se pojavljuje u napadima, praćena glavoboljom, palpitacijama, bljedilom i znojenjem treba pobuditi sumnju na feokromocitom.

### Hipertenzivna kriza
Izrazito povišenje krvnog tlaka (jednako ili veće od sistoličkog tlaka vrijednosti 180 ili dijastoličkog tlaka vrijednosti 110, a koje se ponekad naziva malignom ili ubrzanom hipertenzijom) smatra se "hipertenzivnom krizom." Vrijednosti krvnog tlaka iznad navedenih vrijednosti ukazuju na visoki rizik od komplikacija. Osobe čije su vrijednosti krvnog tlaka tako visoke ne moraju imati simptome, ali češće od opće populacije navode glavobolje (22% slučajeva) i slabost. Drugi simptomi hipertenzivne krize mogu biti slabljenje vida ili zaduha zbog popuštanja srca, ili opći osjećaj malaksalosti zbog zatajenja bubrega. U većine osoba s hipertenzivnom krizom od prije je poznato postojanje hipertenzije, no dodatni poticaji mogu izazvati iznenadno povišenje krvnog tlaka.
"Hipertenzivna hitnoća", prije nazivana "malignom hipertenzijom", je stanje kada postoji dokaz neposrednog oštećenja jednog ili više organa zbog izrazito povišenog krvnog tlaka. U ova oštećenja spada hipertenzivna encefalopatija, uzrokovana edemom i disfunkcijom mozga, a obilježena glavoboljama i promijenjenim stanjem svijesti (konfuzijom ili pospanošću). Drugi znak oštećenja ciljnog organa (oka) je edem papile optičkog živca te krvarenja i eksudat na očnoj pozadini. Bol u prsištu može ukazivati na oštećenje srčanog mišića (koje može uznapredovati do infarkta miokarda) ili ponekad do diskecije aorte, razdora unutarnjeg sloja stijenke aorte. Zaduha, kašalj i iskašljavanje sukrvavog sadržaja karakteristični su znakovi plućnog edema. Ova promjena predstavlja nakupljanje tekućine u plućima zbog zatajenja lijeve srčane kljetke, odnosno nemogućnosti lijeve kljetke srca da na odgovarajući način ispumpava krv iz pluća u arterijski sustav. Također može doći do naglog pogoršanja funkcije bubrega (akutnog oštećenja bubrega) i mikroangiopatske hemolitičke anemije (uništenja eritrocita unutar malih krvnih žila). U takvim okolnostima nužno je hitno smanjiti krvni tlak, kako bi se zaustavilo dodatno oštećenje organa. Nasuprot tome, nema dokaza za potrebom brzog snižavanja krvnog tlaka u hitnim hipertenzivnim stanjima u kojih ne postoje znakovi oštećenja ciljnih organa, jer pretjerano agresivno sniženje krvnog tlaka nije bezopasno. U hitnim hipertenzivnim stanjima bez znakova oštećenja ciljnih organa, savjetuje se postupno snižavanje krvnog tlaka tijekom 24 do 48 sati peroralnom primjenom lijekova.

### Trudnoća
Hipertenzija se pojavljuje u oko 8–10% trudnoća. Većina trudnica s hipertenzijom, od prije trudnoće boluje od primarne hipertenzije. Visoki krvni tlak u trudnoći može biti prvi znak preeklampsije, ozbiljnog poremećaja u drugoj polovici trudnoće i u nekoliko tjedana nakon porođaja. Za postavljanje dijagnoze preeklampsije osim povišenog krvnog tlaka treba postojati nalaz bjelančevina u mokraći (proteinurija). Preeklampsija se razvija u oko 5% trudnoća i odgovorna je za oko 16% maternalnog mortaliteta u svijetu. Uz preeklampsiju se rizik od smrti djeteta podvostručuje. Preeklampsija je obično bez simptoma i otkriva se rutinskim probirom. Kad se pojave simptomi preeklampsije, najčešće su to glavobolja, smetnje vida (često "bljeskovi"), povraćanje, bol u epigastriju i edem (oticanje). Preeklampsija ponekad može napredovati do po život opasnog stanja -  eklampsije. Eklampsija je hipertenzivna hitnoća i ima nekoliko ozbiljnih komplikacija. To su gubitak vida, edem mozga, toničko-klonički grčevi ili konvulzije, zatajenje bubrega, plućni edem i diseminirana intravaskularna koagulacija-DIK (poremećaj zgrušavanja krvi).

### Dojenčad i djeca
U dojenčadi i male djece s hipertenzijom može biti povezano sporije napredovanje, konvulzije, razdražljivost, letargija te otežano disanje U starije dojenčadi i djece, hipertenzija može uzrokovati glavobolju, neobjašnjivu razdražljivost, zamor, slabije napredovanje, zamagljenje vida, epistaksu (krvarenje iz nosa) i Bellovu kljenut ličnog živca.

## Komplikacije
U svjetskim razmjerima, hipertenzija je najvažniji čimbenik rizika od prijevremene smrti koji se može prevenirati. Ona povećava opasnost od ishemijske bolesti srca moždanog udara, periferne vaskularne bolesti, i drugih bolesti krvožilnog sustava, uključujući zatajenje srca, aneurizmu aorte, generaliziranu aterosklerozu i plućnu emboliju. Hipertenzija također predstavlja čimbenik rizika za razvoj kognitivnog oštećenja (spoznajnog oštećenja) demencije i kroničnog oštećenja bubrega. 
Ostale komplikacije su:
- Hipertenzivna retinopatija
- Hipertenzivna nefropatija[19]

## Uzroci

### Primarna hipertenzija
Primarna (esencijalna) hipertenzija je najučestaliji oblik hipertenzije, i čini 90–95% svih slučajeva hipertenzije. U skoro svim suvremenim društvenim zajednicama, vrijednosti krvnog tlaka se povisuju sa starenjem, uz znakovitu opasnost od razvoja hipertenzije u kasnijoj životnoj dobi. Hipertenzija nastaje zbog složenog međudjelovanja genskih i okolišnih čimbenika. Otkriveni su brojni geni s malenim učinkom na krvni tlak kao i neki geni s velikim učinkom na tlak, koji su rijetkost, no točna genska osnova hipertenzije nije još razjašnjena. Na krvni tlak utječe i nekoliko okolišnih čimbenika. Čimbenici povezani s načinom života koji snižavaju krvni tlak su smanjeni unos soli hranom, i prehrana bogatija voćem i namirnicama s niskim udjelom masti ((DASH dijeta)). Tjelovježba, smanjivanje tjelesne težine i smanjena konzumacija alkohola također pomažu pri snižavanju krvnog tlaka. Moguća uloga drugih čimbenika, poput stresa,konzumacije kofeina, i manjka vitamina D nije tako jasna. Smatra se da razvoju hipertenzije doprinosi i inzulinska rezistencija, koja je česta uz gojaznost, i koja je sastavnica metaboličkog sindroma (X sindroma). Nedavna su istraživanja ukazala i na ulogu zbivanja tijekom ranih razdoblja života (na pr. niske porođajne mase, pušenja majke i izostanka dojenja)  kao na moguće čimbenike za razvoj esencijalne hipertenzije u odrasloj dobi. Međutim, mehanizmi koji povezuju te rane čimbenike rizika s hipertenzijom u odrasloj dobi još uvijek nisu jasni.

### Sekundarna hipertenzija
Sekundarna hipertenzija nastaje zbog poznatog uzroka. Najčešći uzrok sekundarne hipertenzije su bubrežne bolesti. Hipertenziju mogu uzrokovati i bolesti endokrinog sustava poput Cushingova sindroma, hipertireoze, hipotireoze, hiperpituitarizma, Connova sindroma ili hiperaldosteronizma, hiperparatiroidizma i feokromocitoma. Drugi uzroci sekundarne hipertenzije su gojaznost, apneja u snu, trudnoća, koarktacija aorte, prevelika konzumacija likvoricije i neki lijekovi, biljni pripravci i droge.

## Patofiziologija
U većine osoba s utvrđenom esencijalnom (primarnom) hipertenzijom, visoki je tlak uzrokovan povećanim otporom protoku krvi (ukupni periferni otpor), uz normalni rad srca. Postoje i dokazi da je u nekih mlađih osoba s prehipertenzijom ili “graničnom hipertenzijom” rad srca pojačan, uz ubrzani rad srca i normalni periferni otpor. Takvo se stanje naziva hiperkinetskom graničnom hipertenzijom. U kasnijoj životnoj dobi, kako se sposobnost rada srca smanjuje, a periferni otpor raste, dolazi do razvoja tipične esencijalne hipertenzija. Dvojbeno je da li se u svih osoba s hipertenzijom ona razvija na opisani način. U razvijenoj hipertenziji, povišenje perifernog otpora se pripisuje ponajprije suženju malih arterija i arteriola. Povećanju perifernog otpora također može doprinijeti i smanjenje broja ili gustoće kapilara u tkivu. Hipertenzija je također povezana sa smanjenom elastičnošću perifernih vena, što može povećati količinu krvi koja se vraća u srce i povećati opterećenje srca (kardiologija), dovodeći u konačnici do dijastoličke disfunkcije. Nije razjašnjeno da li aktivna konstrikcija krvnih žila ima neku ulogu u već razvijenoj esencijalnoj hipertenziji.
U starijih osoba s hipertenzijom često je povišen pulsni tlak (razlika između sistoličkog i dijastoličkog krvnog tlaka). Pri tome sistolički tlak može biti izrazito povišen, dok dijastolički ostaje normalan ili nizak. Ovakvo stanje se naziva izolirana sistolička hipertenzija. Visoki pulsni tlak u starijih osoba s hipertenzijom ili izoliranom sistoličkom hipertenzijom se objašnjava očvršćenjem stijenke arterija aterosklerozom, koja tipično prati starenje, a može se pogoršati uz hipertenziju.
Za porast otpora u arterijama pri hipertenziji odgovornima su smatrani brojni mehanizmi. Većina prikupljenih dokaza ukazuje na jedan ili oba od sljedećih:: 
- Poremećaj bubrežne izmjene soli i vode, a osobito poremećeni reninsko-angiotenzinski sustav[42]
- Poremećaji simpatičkog živčanog sustava[43]

Ovi se mehanizmi međusobno ne isključuju, i vjerojatno oba u određenoj mjeri doprinose razvoju većine slučajeva esencijalne hipertenzije. Također je ukazano da endotelna disfunkcija (disfunkcija sloja stanica koje iznutra oblažu krvne žile) i upala žila mogu doprinijeti povećanju perifernog otpora i oštećenju žila kod hipertenzije.

## Dijagnoza
| Bubrezi                                                   | Sediment mokraće, proteinurija, serumska razina dušikovih spojeva i BUN i/ili kreatinina |             |                                                                                    |
| Endokrini sustav                                          | Serumska razina natrija, kalija, kalcija, tiroid stimulirajućeg hormona (TSH)            | Metaboličke | oralni test tolerancije glukoze (OGTT), ukupni kolesterol, HDL i LDL, trigliceridi |
| Ostalo                                                    | Hematokrit, elektrokardiogram i rendgen prsišta                                          |             |                                                                                    |
| Izvori: Harrison's principles of internal medicine ostali |                                                                                          |             |                                                                                    |

Dijagnoza hipertenzije se postavlja kada bolesnik ima trajno povišeni krvni tlak. Za potvrdu hipertenzije, uobičajeni je kriterij nalaz povišenog krvnog tlaka prilikom tri mjerenja sfingomanometrom u razmacima od po mjesec dana. Početna medicinska obrada hipertenzivnih bolesnika obuhvaća potpunu anamnezu i tjelesni pregled. Dostupnost neprekidnog 24-satnog mjerenja holterom i tlakomjerom za kućanstva omogućila je razlučivanje pravih bolesnika od onih kod kojih je posjeta liječniku dovodila do porasta krvnog tlaka, a time i do promjena protokola za postupanje. U Velikoj Britaniji, trenutno je savjetuje pratiti osobu kod koje je jednom izmjeren povišeni tlak neprekidnim mjerenjem, odnosno nošenjem holtera. Također moguć, premda manje točan način praćenja je mjerenje krvnog tlaka kod kuće u razdoblju od sedam dana.
Kad je jednom dijagnoza hipertenzije postavljena, pokušava joj se pronaći uzrok, i to na osnovi čimbenika rizika i drugih simptoma, ako oni postoje. Sekundarna hipertenzija je učestalija u djece prije adolescencije, i u većini je slučajeva posljedica bubrežne bolesti. Primarna ili esencijalna hipertenzija je učestalija u adolescenata, i prati višestruke čimbenike rizika u koje spadaju gojaznost i postojanje hipertenzije u obitelji. Kako bi se utvrdili mogući uzroci sekundarne hipertenzije, kao i da li je došlo do oštećenja srca, vida i bubrega mogu se učiniti laboratorijske pretrage. Dodatne pretrage na dijabetes i dislipidemije se izvode jer ova stanja predstavljaju čimbenik rizika za razvoj oštećenja srca zbog čega ih treba dodatno liječiti.
Razina serumskog kreatinina se mjeri kako bi se utvrdilo postojanje oštećenja bubrega, a koje može biti kako uzrokom, tako i posljedicom hipertenzije. Nalaz vrijednosti serumskog kreatinina kao jedinog pokazatelja, može dovesti do precjenjivanja brzine glomerularne filtracije. Nedavne smjernice za procjenu brzine glomerularne filtracije (eGFR) preporučuju korištenje prediktivnih formula poput formule modifikacije prehrane kod bubrežnih bolesti (MDRD). Pomoću eGFR također se omogućuje procjena početne funkcije bubrega, a uz pomoć koje se može nadzirati neželjene učinke nekih antihipertenzivnih lijekova na bubreg. Kao sekundarni pokazatelj oštećenja bubrega također služi i pretraga uzoraka mokraće na proteinuriju (sadržaj bjelančevina). Kao pokazatelj opterećenja srca zbog hipertenzije služi elektrokardiogram (EKG). Njime se također može dokazati zadebljanje stijenke lijeve kljetke srca (hipertrofija lijeve kljetke) kao i da li je srce već prije pretrpjelo neko oštećenje, poput neprepoznatog srčanog udara. U potrazi za znakovima povećanja srca ili njegovog oštećenja služi i rendgen prsišta ili ehokardiogram.

## Prevencija
Mnogi ljudi boluju od hipertenzije, ali toga nisu svjesni sve dok ona ne postane znakovita. Kako bi se smanjile posljedice visokog krvnog tlaka i potreba za liječenjem antihipertenzivnim lijekovima potrebno je provođenje javnozdravstvenih mjera. Za snižavanje krvnog tlaka, a prije početka liječenja lijekovima preporučuju se promjene u načinu života. U svrhu primarne prevencije hipertenzije, smjernice od strane Britanske udruge za hipertenziju (British Hypertension Society) iz 2004. naglasile su smjernice od strane US National High BP Education Program-a iz 2002. kako slijedi:
- Održavanje normalne tjelesne mase (na pr. indeksa tjelesne mase u rasponu 20–25 kg/m2).
- Smanjenje unosa natrija hranom na <100 mmol/ dan (<6 g natrijeva klorida ili <2.4 g natrija dnevno).
- Bavljenje redovitom aerobnom tjelovježbom poput brzog hodanja (≥30 min dnevno, većinu dana u tjednu).
- Ograničenje konzumacije alkohola na najviše 3 jedinice/dan za muškarce i 2 jedinice/dan za žene.
- Prehranu bogatu voćem i povrćem (na pr. barem pet obroka dnevno).

Učinkovite promjene načina života mogu sniziti krvni tlak u jednakoj mjeri kao i pojedini antihipertenzivni lijekovi. Kombinacijom dvaju ili više promjena u načinu života mogu se postići još bolji rezultati.

## Liječenje

### Promjene načina života
Prvi način liječenja hipertenzije jednak je preporučenim preventivnim mjerama o promjenama načina života i obuhvaćaju promjene prehrambenih navika tjelovježbu i smanjenje tjelesne mase. Dokazano je da sve ove promjene znakovito smanjuju krvni tlak u osoba s hipertenzijom. Promjene načina života preporučuju se i kada je hipertenzija tako izražena da je od početka potrebno liječenje lijekovima. 
Za smanjenje hipertenzije oglašavaju se različiti programi s ciljem smanjenja stresa, poput biofeedbacka, relaksacije ili meditacije. Međutim, znanstvena istraživanja općenito ne potvrđuju njihovu učinkovitost, jer su takva istraživanja općenito loše kvalitete.
Promjene u prehrani poput dijete siromašne natrijem imaju povoljan učinak. U bijele rase je dugotrajna (dulja od 4 tjedna) dijeta siromašna natrijem učinkovita u smanjenju krvnog tlaka, kako u osoba s hipertenzijom, tako i u osoba s normalnim krvnim tlakom. DASH dijeta, bogata orašastim plodovima, punozrnatim žitaricama, ribom, piletinom, voćem i povrćem, koju promiče National Heart, Lung, and Blood Institute, snižava krvni tlak. Okosnica prehrane je ograničenje unosa natrija, premda je dijeta također bogata kalijem, magnezijem, kalcijem i proteinima.

### Lijekovi
Za liječenje hipertenzije trenutno postoji nekoliko skupina lijekova koji se nazivaju antihipertenzivi. Prilikom propisivanja lijeka u obzir se uzima individualni rizik od kardiovaskularnih bolesti (uključujući infarkt miokarda i moždani udar) i vrijednosti krvnog tlaka. Za početak liječenja lijekovima National Heart, Lung, and Blood Institute's Seventh Joint National Committee on High Blood Pressure (JNC-7) preporučuje da liječnik nadzire odgovor na liječenje i procijeni bilo koji nepoželjni učinak lijeka. Sniženje krvnog tlaka za 5 mmHg može smanjiti opasnost od moždanog udara za 34%, a opasnost od ishemijske bolesti srca za 21%. Sniženje krvnog tlaka može također umanjiti vjerojatnost razvoja demencije, popuštanja srca i smrti zbog kardiovaskularnih bolesti. Cilj liječenja treba biti smanjenje krvnog tlaka ispod 140/90 mmHg (u većine bolesnika), a za bolesnike s dijabetesom i oštećenjem bubrega na još niže vrijednost. Neki stručnjaci preporučuju zadržavanje vrijednosti ispod 120/80 mmHg. Ako se ove ciljne vrijednosti ne mogu postići, potrebno je dodatno liječenje.
Smjernice za izbor lijekova i njihov najbolji izbor unutar različitih skupina bolesnika su se tijekom vremena mijenjale, a i različite su u različitim zemljama. Stručnjaci još nisu postigli dogovor o tome koji je lijek najbolji. Cochrane collaboration, Svjetska zdravstvena organizacija i smjernice u SAD-u kao najbolje početno liječenje zagovaraju malu dozu tiazidskog diuretika. Za osobe u dobi od 55 godina i više, te za osobe čija je obitelj porijeklom iz Afrike ili s Kariba, smjernice iz Velike Britanije preporučuju blokatore kalcijskih kanala (engl. calcium channel blockers - CCB). Za početno liječenje mlađih osoba ove smjernice zagovaraju primjenu inhibitora angiotenzin konvertaze (ACEI). U Japanu je prihvaćeno početno liječenje bilo kojom od šest skupina lijekova, uključujući CCB, ACEI/ARB, tiazidske diuretike, beta blokatore, i alfa blokatore. Kao mogući lijekovi prvog izbora, u Kanadi su prihvaćeni svi prije nabrojani osim alfa blokatora.

#### Kombinacije lijekova
Za nadzor nad hipertenzijom, mnogim bolesnicima je potrebno više od jednog lijeka, JNC7 pa smjernice od strane ESH-ESC-a zagovaraju početno liječenje s dva lijeka u slučajevima kad je vrijednost krvnog tlaka za više od 20 mmHg iznad vrijednosti sistoličkog ili za više od 10 mmHg dijastoličkog tlaka koji se želi postići. 
Kombinacije kojima se daje prednost su inhibitori reninsko-angiotenzinskog sustava i blokatori kalcijskih kanala, ili inhibitori reninsko-angiotenzinskog sustava i diuretici. U prihvatljive kombinacije spadaju još i:
- Inhibitori kalcijskih kanala i diuretici
- Beta blokatori i diuretici
- Dihidropiridinski inhibitori kalcijskih kanala i beta blokatori
- Dihidropiridinski inhibitori kalcijskih kanala uz, ili verapamil ili diltiazem

Neprihvatljive kombinacije su:
- Ne-dihidropiridinski inhibitori kalcijskih kanala (poput verapamila ili diltiazema) i beta blokatori
- Lijekovi koji na dvostruki način blokiraju reninsko-angiotenzinski sustav (na pr. inhibitor angiotenzin konvertirajućeg enzima + blokator angiotenzinskih receptora)
- Inhibitori reninsko-angiotenzinskog sustava i beta blokatori
- Beta blokatori i antiadrenergički lijekovi.[72]

Zbog velike opasnosti od akutnog zatajenja bubrega, kad god je to moguće treba izbjegavati kombinaciju ACE inhibitora ili antagonista receptora angiotenzina II, diuretika i NSAID-a (uključujući selektivne COX-2 inhibitore i lijekove koji se kupuju bez recepta, poput ibuprofena). Ova je kombinacija u australskoj znanstvenoj literaturi poznata pod nazivom “trostruke kletve”. Postoje tablete koje sadrže nepromjenjivu kombinaciju dvaju antihipertenziva. Premda su spretne za primjenu, najbolje ih je propisivati na individualnoj osnovi.

### Starije osobe
U osoba u dobi od 60 godina i više, liječenje umjerene do teške hipertenzije smanjuje stopu smrtnosti i nepovoljnih učinaka na krvožilni sustav. Čini se da u osoba starijih od 80 godina liječenje ne smanjuje znakovito ukupnu stopu smrtnosti, ali smanjuje opasnost od bolesti srca. Preporučuje se postizanje ciljne vrijednosti tlaka ispod 140/90 mm Hg, s u Americi najomiljenijim tiazidskim diuretikom. U revidiranim smjernicama Velike Britanije, prednost se daje blokatorima kalcijskih kanala a ciljna vrijednost koja se želi postići je ispod 150/90 mmHg, dok je ona mjerena pomoću holtera ili kod kuće manja od 145/85 mmHg.

### Rezistentna hipertenzija
Rezistentna hipertenzija je ona kod koje vrijednosti krvnog tlaka ostaju iznad ciljnih vrijednosti koje se žele postići liječenjem, usprkos istovremenoj primjeni tri antihipertenzivna lijeka koji pripadaju različitim skupinama antihipertenziva. Smjernice za liječenje rezistentne hipertenzije objavljene su u Velikoj Britaniji i SAD-u.

## Učestalost
Prema podacima iz 2000. godine, skoro milijarda ljudi, ili oko 26% odraslog svjetskog stanovništva ima hipertenziju. Jednako je učestala u razvijenim (333 milijuna) i nerazvijenim (639 milijuna) zemljama. Stope se međutim znakovito razlikuju u različitim dijelovima svijeta, uz niske poput 3.4% (u muškaraca) i 6.8% (u žena) u ruralnim dijelovima Indije, do 68.9% (u muškaraca) i 72.5% (u žena) u Poljskoj.
Godine 1995. je procijenjeno da u SAD-u od hipertenzije boluje, ili lijekove protiv nje uzima 43 milijuna ljudi. Ova brojka predstavlja skoro 24% odrasle populacije SAD-a. Stopa učestalosti hipertenzije u SAD-u se povećava, te je 2004. dosegla 29%. Godine 2006. hipertenziju je imalo 76 millijuna odraslih osoba u SAD-u (34% populacije), a u Amerikanaca Afričkog podrijetla stopa učestalosti hipertenzije je među najvećima na svijetu i iznosi 44%. Hipertenzija je učestalija u američkih Indijanaca, a rjeđa u bijelaca i Amerikanaca podrijetlom iz Meksika. Stope se povećavaju s dobi i najveće su na  jugoistoku SAD-a. Hipertenzija je češća u muškaraca nego u žena (premda se nakon menopauze ta razlika smanjuje) i u osoba niskog socioekonomskog statusa.

### Djeca
Hipertenzija u djece je u porastu. Većina slučajeva dječje hipertenzije, osobito u preadolescentnoj dobi je sekundarna, zbog neke druge bolesti. Osim gojaznosti, u djece su najčešći uzroci hipertenzije bolesti bubrega (60–70%). Adolescenti obično boluju od primarne ili esencijalne hipertenzije, koja čini 85–95% slučajeva.

## Povijest
Suvremena saznanja o krvožilnom sustavu započela su radom liječnika Williama Harveya (1578–1657). Harvey je krvni optok opisao u svojoj knjizi De otu ordis ("O radu srca i krvi"). Engleski svećenik Stephen Hales po prvi puta je objavio rezultate mjerenja krvnog tlaka 1733. godine. Hipertenziju su, među ostalima, opisali, Thomas Young 1808. i Richard Bright 1836. Prvo izvješće o povišenom krvnom tlaku u osobe bez znakova bubrežne bolesti objavio je Frederick Akbar Mahomed (1849–1884).  Međutim, klinički pojam hipertenzije zaživjeo je 1896, izumom tlakomjera sfingomanometra, koji je izumio Scipione Riva-Rocci, godine 1896. Ovaj je izum omogućio mjerenje krvnog tlaka u zdravstvenoj ustanovi. Godine 1905. Nikolai Korotkoff je poboljšao metodu mjerenja opisom Korotkoffljevih zvukova koji se čuju auskultacijom arterije pomoću stetoskopa, tijekom ispuhivanja manžete tlakomjera.
Tijekom povijesti, liječenje bolesti koja se nazivala "bolešću jakog pulsa" sastojalo se od smanjenja količine krvi puštanjem krvi ili pomoću pijavica. Puštanje krvi su zagovarali Žuti car Kine, Cornelius Celsus, Galen i Hipokrat. U 19. i 20. stoljeću, prije nego što je postojalo učinkovito liječenje hipertenzije lijekovima, primjenjivane su tri metode, sve s brojnim nuspojavama. To su bile strogo ograničenje natrija u prehrani (na pr. rižina dijeta), simpatektomija (kirurško odstranjanje dijelova simpatičkog živčanog sustava) i primjena pirogena (unošenje injekcijom tvari koje uzrokuju vrućicu i na taj način posredno smanjuju krvni tlak). Prvi kemijski spoj za liječenje hipertenzije, natrij tiocijanat, primijenjen je 1900., ali je imao brojne nuspojave te nije bio omiljen. Nakon drugog svjetskog rata najpopularniji i relativno učinkoviti bili su tetrametilamonij klorid i njegov derivat heksametonij, hidralazin i rezerpin (porijeklom iz biljke Rauwolfia serpentina). Glavnina napretka postignuta je otkrićem prvih, dobro podnošljivih lijekova koji su se mogli uzimati peroralno (na usta). Prvi je bio klortiazid, prvi tiazidski diuretik, razvijen iz antibiotika sulfanilamida koji je postao dostupan 1958. On je djelovao na povećanje izlučivanja soli, sprječavajući nakupljanje vode u tijelu. Randomizirana kontrolirana studija pod pokroviteljstvom Veterans Administration usporedila je kombinaciju hidroklorotiazid, rezerpina i hidralazina s učincima placeba. Njezino provođenje ubrzo je prekinuto jer su osobe u skupini koja nije primala lijekove imale puno više komplikacija od liječenih bolesnika, te se smatralo neetičnim da im se uskrati liječenje. Istraživanje je nastavljeno u osoba s nižim krvnim tlakom, te je pokazalo da liječenje, čak i u osoba s blagom hipertenzijom, smanjuje opasnost od smrti zbog krvožilnih komplikacija za više od polovice. Godine 1975., nagrada Lasker Special Public Health Award je dodijeljena timu koji je razvio spoj klorotiazid. Rezultati ovih istraživanja potaknuli su javnozdravstvene kampanje kako bi se povećala svijest ljudi o hipertenziji i promaknulo mjerenje i liječenje visokog krvnog tlaka. Čini se da su poduzete mjere barem djelomice doprinijele opaženom smanjenju moždanog udara i ishemijske bolesti srca u razdoblju od 1972. do 1994.

## Društvo i kultura

### Svijest o bolesti
Svjetska zdravstvena organizacija je objavila kako je hipertenzija ili povišeni krvni tlak, vodeći uzrok mortaliteta od kardiovaskularnih bolesti. The World Hypertension League (WHL), čeona organizacija 85 nacionalnih udruga i liga, objavila je da više od 50% osoba s hipertenzijom nije svjesno svoje bolesti. Pokušavajući riješiti taj problem, WHL je2005. godine započela svjetsku kampanju s ciljem podizanja svijesti ljudi o hipertenziji, te je proglasila 17. svibnja Svjetskim danom hipertenzije (WHD). Tijekom protekle tri godine, sve više nacionalnih udruga se pridružuje WHD-u, te nastoje na nove načine prenijeti ljudima saznanja o hipertenziji. Godine 2007. WHL je zabilježio rekordno sudjelovanje od 47 zemalja. Tijekom Svjetskog dana hipertenzije, sve su one, zajedno s lokalnim vlastima, stručnim udrugama, nevladinim organizacijama i privatnim poduzetnicima promicale svijest o hipertenziju putem masovnih medija i javnih tribina. Putem masovnih medija poput interneta i televizije, poruka je doprla do više od 250 milijuna ljudi. Budući da se kampanja svake godine sve više zahuktava, u WHL-u smatraju da bi mogli doprijeti do skoro svih milijardu i pol ljudi za koje se smatra da boluju od hipertenzije.

### Ekonomski učinci
U SAD-u je povišeni krvni tlak najčešći kronični zdravstveni problem koji navodi bolesnike na odlaske liječniku primarne zdravstvene zaštite. American Heart Association je procijenila da su posredni i neposredni troškovi liječnja hipertenzije u 2010. godini iznosili 76.6 milijardi $. U SAD-u je 80% osoba s hipertenzijom svjesno svoje bolesti, a 71% se liječi nekim od antihipertenziva. Međutim, samo 48% bolesnika s hipertenzijom koji su svjesni svoje bolesti, na odgovarajući način kontroliraju bolest. Inadequacies in diagnosis, treatment, or control of high blood pressure can compromise the management of hypertension. Zdravstveni radnici su suočeni s brojnim preprekama pri osiguranju redovite kontrole krvnog tlaka, uključujući i otpor bolesnika prema uzimanju više lijekova odjednom kako bi se postigle ciljne vrijednosti tlaka. Bolesnicima je teško pridržavati se redovitog uzimanja lijekova i promjena u načinu života. Ipak, dostizanje ciljeva je moguće. Snižavanje krvnog tlaka znakovito smanjuje troškove naknadnog liječenja komplikacija.